# Johann Georg Zacheis
Johann Georg Zacheis (* 15. November 1821 in Frankfurt am Main; † 9. August 1857 ebenda) war ein deutscher Landschaftsmaler der Düsseldorfer Schule.

## Leben
Zacheis studierte 1843/1844 an der Kunstakademie Düsseldorf. Dort war er Schüler der Landschafterklasse von Johann Wilhelm Schirmer. 1844 beteiligte er sich durch ein Gemälde an einer Verlosung Düsseldorfer Künstler zugunsten notleidender Weber in Schlesien. 1845 stellte er im Kölnischen Kunstverein aus. Er malte Gebirgslandschaften, etwa den Harz und die Alpen. Er lebte in seiner Vaterstadt, wo er 1854 Alpenlandschaften ausstellte.